# أريل بوريسيوك
أريل بوريسيوك (بالبولندية: Ariel Borysiuk)‏ (29 يوليو 1991 بولندا - ) هو لاعب كرة قدم بولندي، يلعب كلاعب وسط.

## وصلات خارجية
أريل بوريسيوك على موقع الاتحاد الأوربي (الإنجليزية)
- أريل بوريسيوك على موقع قاعدة بيانات كرة القدم.إي يو (الإنجليزية)
- أريل بوريسيوك على موقع بيانات كرة القدم. دي إي (الألمانية)
- أريل بوريسيوك على موقع ناشيونال فوتبول تيمز (الإنجليزية)
- أريل بوريسيوك على موقع Soccerbase.com (لاعب) (الإنجليزية)
- أريل بوريسيوك على موقع Soccerway.com (الإنجليزية)
- أريل بوريسيوك على موقع عالم كرة القدم.نت (الإنجليزية)